# 永江乡
永江乡，是中华人民共和国湖南省永州市双牌县下辖的一个乡镇级行政单位。2015年11月18日，将永江乡成建制合并入泷泊镇。

## 行政区划
永江乡下辖以下地区：
六房（盘）村、夏家洞村、大坪村、胡家洞村、桃木漯村、盘家洞村、奎漯河村、白沙江村和大漯村。